# غرب هاونزلو (محطة مترو أنفاق لندن)
غرب هاونزلو (بالإنجليزية: Hounslow West)‏ هي إحدى محطات مترو أنفاق لندن. تقع على خط بيكاديلي أفتتحت في المنطقة (Zone) رقم 5 أفتتحت في 21 يوليو 1884 تغيير موقع الصفائح 14 يوليو 1975.